# Crime and Punishment - Delitto e castigo
Crime and Punishment - Delitto e castigo (Rikos ja rangaistus) è un film del 1983 diretto da Aki Kaurismäki, all'esordio nella regia di un lungometraggio di finzione, dopo aver diretto due anni prima con il fratello maggiore Mika il documentario La sindrome del lago Saimaa.
Si tratta di una rilettura contemporanea del romanzo Delitto e castigo di Fëdor Dostoevskij.

## Trama
Il giovane Antti Rahikainen uccide con un colpo di pistola il ricco imprenditore che tre anni prima, guidando in stato d'ebbrezza, aveva investito ed ucciso la sua fidanzata, ma non era stato perseguito dalla legge. Eeva, testimone involontaria del delitto, non si assume la responsabilità di denunciarlo, benché lui sembri desiderare proprio questo, e lo invita a consegnarsi spontaneamente.
Antti conduce invece un complicato gioco con l'ispettore Pennanen, che indaga sull'omicidio, da un lato disseminando indizi ed alimentando sospetti su di sé, dall'altro sviandoli e incastrando un innocente senzatetto. Rahikainen, da un lato sente il bisogno di fuggire e sottrarsi alla giustizia, dopo essersi procurato un passaporto falso cerca di organizzare la propria fuga a Stoccolma su una nave, accompagnando nel viaggio un amico. D'altro canto, la voce della coscienza e la presenza di Eeva, che incontra più volte e che gli chiede di costituirsi con la promessa di attenderlo una volta scontata la pena, non riesce ad allontanarsi dalla città: superata con l'automobile la frontiera al porto per imbarcarsi sulla nave, quando oramai poteva essere "salvo", svolta e torna indietro. Recatosi dalla polizia per confessare, una prima volta, trovatosi di fronte agli agenti, rinuncia ed esce dalla questura: ad attenderlo c'è Eeva, uno sguardo tra i due basta a dare la forza necessaria a Rahikainen per rientrare e consegnarsi. I due si incontreranno un'ultima volta durante una visita della ragazza al carcere in cui è rinchiuso il giovane per scontare gli otto anni di pena.

## Riconoscimenti
Il film ha ricevuto due Jussi Awards per la migliore opera prima e la migliore sceneggiatura.

## Distribuzione
In Italia il film non ha avuto una distribuzione nelle sale cinematografiche, ma è uscito direttamente in home video. È stato distribuito in dvd da Dolmen Home Video, con inspiegabile titolo in inglese e sottotitolo in italiano.

## Critica
Per il Dizionario Mereghetti «la rilettura nichilista, il tema della fuga impossibile e gli elementi di rivendicazione sociale sono interessanti, ma lo svolgimento è verboso e lo stile è ancora acerbo».